# 健走運動
健走運動（英語：Walking tofitness）相較於慢跑是比較容易的，適合所有年紀且溫和的運動，容易讓人持續下去，比起跑步運動造成運動傷害的機率也相對較低，只要有正確的健走觀念及正確的裝備其運動效果是很好的，也可以有效預防心血管疾病。臺灣由紀政於2002年開始推廣健走運動（一天一萬步）。一般健走的場所在戶外，健走速度以每分鐘90-120步，以這樣的方式才稱得上是健走。

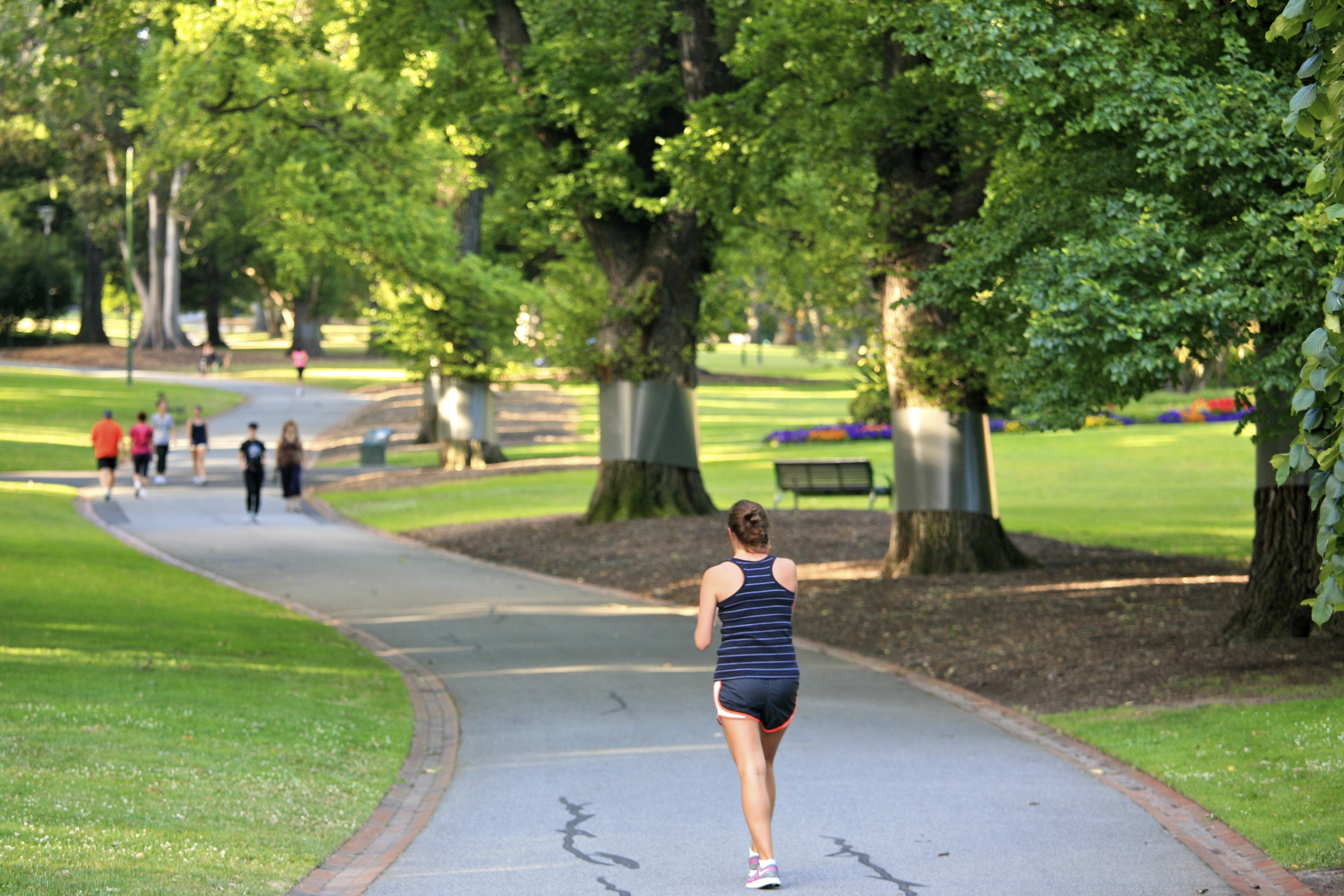
健走運動

## 姿勢
正確的姿勢可使肌肉達到最佳運動量，讓你移動更快。正確姿勢即：抬頭挺胸，頸部、肩膀放鬆，雙手微微握拳、手肘彎曲約90度，肩膀前後擺動幅度不要超過耳朵，手臂自然前後擺動帶動步伐。
跨步時腳跟先落地，腳掌向前滾動，然後腳尖使力向前推開，腳尖踢出的幅度勿過大，如此既省力，又能減輕對關節的衝擊。

### 鞋款
選一雙避震功能好、透氣、質料輕舒適的鞋子也可降低關節的傷害
通常這類鞋即名為健走鞋，不適合跑步、慢跑；一般步行，走路，逛街也適用。許多人認為跑步鞋或運動鞋也能用來健走，但這卻因為腳的步伐和角度不同而不能混而一談。

## 優點
健走可以促進新陳代謝、血液循環和加強下肢肌力外，據美國《護理健康研究》統計研究指出，健走可以增加肺活量、降低乳癌、心臟病及第二型糖尿病發生率；在美國脂肪肝已經成為肝癌發病之主因，而最好、最簡單消除脂防肝的方法就是健走；還有另一個好處就是可以預防失智症發生，根據美國科學期刊《自然雜誌》指出，健走，有助維持認知功能，同時也指出健走時，可以透過配合呼吸的方式，更能活絡全身血液循環與腦部的循環，讓腦部血管更為強韌，即可預防失智和健忘；美國研究指出，健走也可以有效的預防骨質疏鬆症。健走完一定要做伸展運動以防止肌肉酸痛
。

## 北歐式健走
是一種類似競走的健走項目。利用健走杖進行，鍛鍊全身肌肉。最早起源於1994年，芬蘭體育指導員Marko Kantaneva。

## 地點
健走最好的地點為草地、土地，因為草地、土地的地面較軟，對腳底衝擊最小，水泥、磁磚及柏油路次之。

## 路線推介

### 觀光局健走熱門路線（臺北篇）
入門路線：國父紀念館、大安森林公園、線形公園、天母運動公園、敦化南、北路。
基礎路線：芝山岩健走步道、臺北市磺溪彩虹健康步道、臺北市大稻埕、臺北市圓山、北投溫泉區。
進階路線：貴子坑親山步道、軍艦岩親山步道、指南茶路親山步道、天母古道親山步道、象山親山步道。